# Mike Krieger
Michel "Mike" Krieger (São Paulo, 4 de marzo de 1986) es un empresario e ingeniero de software brasileño, que cofundó Instagram junto con Kevin Systrom.

## Biografía
Krieger emigró desde su natal Brasil hacia California en 2004 para asistir a la Universidad de Stanford. Allí, donde estudió sistemas simbólicos, conoció a Kevin Systrom. Los dos cofundaron Instagram a mediados del año 2010 en sus oficinas Dog Patch Labs, aclara que llevar a cabo el proceso y la creación de la app llevó poco menos de 8 semanas. Está  casado con Kaitlyn Trigger y su fortuna está valuada en aproximadamente USD$ 500,000,000.[cita requerida]

## Filantropía
En abril de 2015, Krieger anunció una asociación con el evaluador de caridad GiveWell, comprometiéndose con USD$ 750,000 en los próximos dos años. Los fondos son para apoyar operaciones, con un 90% asignado a subvenciones identificadas y recomendadas a través del proceso Open Philanthropy Project. Kaitlyn, en un blog sobre la asociación, describe la visión filantrópica de la pareja como:

"Creemos que todas las personas merecen una vida libre, vibrante y productiva. Para respaldar esta visión, identificamos y defendemos ideas con visión de futuro y ayudamos a escalar soluciones que funcionan. Para crear un cambio significativo y sostenible, estamos comprometidos con el pensamiento a nivel de sistemas y el análisis riguroso. Abogamos por la colaboración y la transparencia para involucrar a una comunidad más amplia y magnificar nuestro impacto".